# César Valente de Jesus

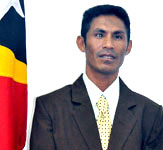
César Valente de Jesus

César Valente de Jesus (* 20. Juni 1975 in Maubara, Portugiesisch-Timor, Kampfname: Pilotu) ist ein Politiker aus Osttimor und Mitglied der Partei Congresso Nacional da Reconstrução Timorense (CNRT).
Jesus hat die Sekundärschule absolviert und ist Landwirt vom Beruf. Von 2012 bis 2017 war er Abgeordneter im Nationalparlament Osttimors und hier Mitglied der Kommission für Außenangelegenheiten, Verteidigung und Nationale Sicherheit (Kommission B). Bei den Wahlen 2017 scheiterte Jesus auf Listenplatz 46 des CNRT und schied damit aus dem Parlament aus.